# Ein Duke kommt selten allein/Episodenliste
Dieser Episodenguide führt alle Episoden der US-amerikanischen Fernsehserie Ein Duke kommt selten allein (Originaltitel: The Dukes of Hazzard) auf. Die von CBS produzierte und ausgestrahlte Actionserie wurde zwischen 1979 und 1985 im Original in 145 Episoden in sieben Staffeln gezeigt. Die US-Erstausstrahlung der Serie fand vom 26. Januar 1979 bis zum 8. Februar 1985 statt. In Deutschland begann die Erstausstrahlung am 30. Dezember 1988 in Sat.1. Die Serie wurde damals nicht komplett mit allen Episoden gezeigt, erst auf dem Kabelkanal (heute: Kabel eins) in den 1990er-Jahren wurden auch die bisher fehlenden Folgen ausgestrahlt. In Deutschland umfasst die Serie 147 Episoden.
Die Angabe über die Episodenzahl schwankt zwischen 145 und 147. Die Gründe dafür liegen in der Episode Carnival of Thrills (Große Sprünge) der dritten Staffel, die in den USA als eine lange Folge gezeigt und in Deutschland in zwei Teilen gesendet wurde. Die Episode 10 Million Dollar Sheriff (Geld, Glitzer und Ganoven), Staffel 4 in zwei Teilen, wird verschiedentlich in Episodenführern als eine lange Folge angegeben.

## Übersicht
| Staffel | Episodenanzahl | Erstausstrahlung USA | Erstausstrahlung USA | Deutschsprachige Erstausstrahlung | Deutschsprachige Erstausstrahlung |
| Staffel | Episodenanzahl | Staffelpremiere      | Staffelfinale        | Staffelpremiere                   | Staffelfinale                     |
| ------- | -------------- | -------------------- | -------------------- | --------------------------------- | --------------------------------- |
| 1       | 13             | 26. Jan. 1979        | 11. Mai 1979         | 30. Dez. 1988                     | 5. Mai 1989                       |
| 2       | 23             | 21. Sep. 1979        | 21. Mär. 1980        | 12. Mai 1989                      | 19. Nov. 1992                     |
| 3       | 23             | 16. Sep. 1980        | 10. Apr. 1981        | 9. Juni 1989                      | 17. Dez. 1992                     |
| 4       | 27             | 9. Okt. 1981         | 2. Apr. 1982         | 11. Nov. 1989                     | 28. Jan. 1993                     |
| 5       | 22             | 24. Sep. 1982        | 18. Mär. 1983        | 15. Feb. 1990                     | 24. Feb. 1993                     |
| 6       | 22             | 23. Sep. 1983        | 30. Mär. 1984        | 14. Juni 1990                     | 31. Mär. 1993                     |
| 7       | 17             | 21. Sep. 1984        | 8. Feb. 1985         | 11. Okt. 1990                     | 26. Apr. 1993                     |

## Staffel 1
| Nr. (ges.) | Nr. (St.) | Deutscher Titel            | Originaltitel       | Erstausstrahlung USA | Deutschsprachige Erstausstrahlung (D) | Regie         | Drehbuch                                       |
| ---------- | --------- | -------------------------- | ------------------- | -------------------- | ------------------------------------- | ------------- | ---------------------------------------------- |
| 1          | 1         | Einarmige Banditen         | One Armed Bandits   | 26. Jan. 1979        | 30. Dez. 1988 (Sat.1)                 | Rod Amateau   | Gy Waldron                                     |
| 2          | 2         | Heiße Platten              | Daisy's Song        | 2. Feb. 1979         | 6. Jan. 1989 (Sat.1)                  | Bob Kelljan   | Gy Waldron                                     |
| 3          | 3         | Mary Kaye’s Baby           | Mary Kaye’s Baby    | 9. Feb. 1979         | 20. Jan. 1989 (Sat.1)                 | Rod Amateau   | William Putnam                                 |
| 4          | 4         | Die Nobelkarosse           | Repo Men            | 16. Feb. 1979        | 13. Jan. 1989 (Sat.1)                 | Ron Satloff   | Bob Clark                                      |
| 5          | 5         | Hochprozentiges            | High Octane         | 23. Feb. 1979        | 27. Jan. 1989 (Sat.1)                 | Don McDougall | William Kelley, William Keys                   |
| 6          | 6         | Feldmaus ruft Waldmaus     | Swamp Molly         | 9. März 1979         | 10. Mär. 1989 (Sat.1)                 | Don McDougall | Katharyn Michaelian Powers                     |
| 7          | 7         | Das große Hindernisrennen  | Luke’s Love Story   | 16. März 1979        | 3. Mär. 1989 (Sat.1)                  | Hy Averback   | Kris Kincade, Nance McCormick, Bruce A. Taylor |
| 8          | 8         | Der Schmiergeldskandal     | The Big Heist       | 30. März 1979        | 17. Mär. 1989 (Sat.1)                 | Bob Claver    | Bruce Howard                                   |
| 9          | 9         | Die Präsidenten-Limousine  | Limo One is Missing | 6. Apr. 1979         | 31. Mär. 1989 (Sat.1)                 | Don McDougall | Paul Savage                                    |
| 10         | 10        | Die Hilfssheriffs          | Deputy Dukes        | 13. Apr. 1979        | 14. Apr. 1989 (Sat.1)                 | William Asher | Marty Roth                                     |
| 11         | 11        | Dollarnoten im Kiefernsarg | Money to Burn       | 20. Apr. 1979        | 28. Apr. 1989 (Sat.1)                 | Rod Amateau   | William Raynor, Myles Wilder                   |
| 12         | 12        | Las Vegas auf Rädern       | Route 7-11          | 4. Mai 1979          | 21. Apr. 1989 (Sat.1)                 | Bob Claver    | Fred Freiberger                                |
| 13         | 13        | Pest ohne Ansteckung       | Double Sting        | 11. Mai 1979         | 5. Mai 1989 (Sat.1)                   | Gy Waldron    | Gy Waldron                                     |

## Staffel 2
| Nr. (ges.) | Nr. (St.) | Deutscher Titel                        | Originaltitel               | Erstausstrahlung USA | Deutschsprachige Erstausstrahlung (D) | Regie               | Drehbuch                                         |
| ---------- | --------- | -------------------------------------- | --------------------------- | -------------------- | ------------------------------------- | ------------------- | ------------------------------------------------ |
| 14         | 1         | Alte Klasse setzt sich durch           | Days of Shine and Roses     | 21. Sep. 1979        | 4. Aug. 1989 (Sat.1)                  | Hollingsworth Morse | Bruce Howard                                     |
| 15         | 2         | Der Drei-Millionen-Dollar-Schuldschein | Gold Fever                  | 14. Dez. 1979        | 30. Juni 1989 (Sat.1)                 | Paul Baxley         | Si Rose                                          |
| 16         | 3         | Reisende Pferdediebe                   | The Rustlers                | 5. Okt. 1979         | 16. Juni 1989 (Sat.1)                 | Richard Moder       | Stephen Kandel                                   |
| 17         | 4         | Das Syndikat tagt                      | The Meeting                 | 12. Okt. 1979        | 12. Mai 1989 (Sat.1)                  | Rod Amateau         | William Raynor, Myles Wilder, Leonard B. Kaufman |
| 18         | 5         | Rollendes Diebesgut                    | Road Pirates                | 19. Okt. 1979        | 19. Mai 1989 (Sat.1)                  | William Asher       | William Raynor, Myles Wilder                     |
| 19         | 6         | Geisterstunde in Hazzard County        | The Ghost of General Lee    | 26. Okt. 1979        | 30. Okt. 1992 (Kabelkanal)            | Jack Starrett       | Martin Roth                                      |
| 20         | 7         | Turbo-Power                            | Dukes Meet Cale Yarborough  | 2. Nov. 1979         | 26. Mai 1989 (Sat.1)                  | Ernest Pintoff      | Bruce Howard, William Raynor, Myles Wilder       |
| 21         | 8         | Schmuggel, Schrott und süße Schwestern | Hazzard Connection          | 9. Nov. 1979         | 2. Juni 1989 (Sat.1)                  | Paul Baxley         | Paul Savage                                      |
| 22         | 9         | Zeuge der Anklage                      | Witness for the Persecution | 16. Nov. 1979        | 11. Aug. 1989 (Sat.1)                 | Hollingsworth Morse | William Raynor, Myles Wilder, Paul Savage        |
| 23         | 10        | Grannys Blütenzauber                   | Granny Annie                | 23. Nov. 1979        | 7. Juli 1989 (Sat.1)                  | Dick Moder          | Bruce Howard                                     |
| 24         | 11        | Die süße Wahl                          | People's Choice             | 30. Nov. 1979        | 23. Juni 1989 (Sat.1)                 | Allen Baron         | Bruce Howard                                     |
| 25         | 12        | Die Autoknacker-Bande                  | Arrest Jesse Duke           | 14. Dez. 1979        | 10. Feb. 1989 (Sat.1)                 | Jack Whitman        | Si Rose                                          |
| 26         | 13        | Ein Gentleman und Herzensbrecher       | Duke of Duke                | 21. Dez. 1979        | 9. Nov. 1992 (Kabelkanal)             | Hollingsworth Morse | Herman Groves                                    |
| 27         | 14        | Die Ausreißerin                        | The Runaway                 | 11. Jan. 1980        | 6. Nov. 1992 (Kabelkanal)             | Dick Moder          | Jim Rogers                                       |
| 28         | 15        | Schwarzbrenner unter sich              | Follow that Still           | 18. Jan. 1980        | 3. Feb. 1989 (Sat.1)                  | Jack Whitman        | William Raynor, Myles Wilder                     |
| 29         | 16        | Auf Schatzsuche                        | Treasure of Hazzard         | 25. Jan. 1980        | 12. Nov. 1992 (Kabelkanal)            | Hollingsworth Morse | William Raynor, Myles Wilder                     |
| 30         | 17        | Schöner als die Polizei erlaubt        | Officer Daisy Duke          | 1. Feb. 1980         | 13. Nov. 1992 (Kabelkanal)            | Dick Moder          | Martin Roth                                      |
| 31         | 18        | Umleitung zum Kidnapping               | Find Loretta Lynn           | 8. Feb. 1980         | 22. Okt. 1992 (Kabelkanal)            | Arthur Marks        | Jim Rogers                                       |
| 32         | 19        | Der Texaner                            | Jude Emery                  | 15. Feb. 1980        | 16. Nov. 1992 (Kabelkanal)            | Rod Amateau         | Gy Waldron                                       |
| 33         | 20        | Von altem Schrot und Korn              | Return of the Ridge Raiders | 22. Feb. 1980        | 17. Nov. 1992 (Kabelkanal)            | Hollingsworth Morse | Si Rose                                          |
| 34         | 21        | Der Rauschgiftring                     | Mason Dixon's Girls         | 29. Feb. 1980        | 17. Feb. 1989 (Sat.1)                 | Jack Starrett       | Bruce Howard                                     |
| 35         | 22        | Ruhe sanft                             | R.I.P. Henry Flatt          | 14. März 1980        | 19. Nov. 1992 (Kabelkanal)            | Denver Pyle         | William Raynor, Myles Wilder                     |
| 36         | 23        | Die große Geldjagd                     | Southern Comfurts           | 21. März 1980        | 24. Feb. 1989 (Sat.1)                 | Rod Amateau         | Martin Roth                                      |

## Staffel 3
| Nr. (ges.) | Nr. (St.) | Deutscher Titel                  | Originaltitel                 | Erstausstrahlung USA | Deutschsprachige Erstausstrahlung (D) | Regie               | Drehbuch                     |
| ---------- | --------- | -------------------------------- | ----------------------------- | -------------------- | ------------------------------------- | ------------------- | ---------------------------- |
| 37         | 1         | Große Sprünge (Teil 1)           | Carnival of Thrills           | 20. Apr. 1980        | 23. Nov. 1992 (Kabelkanal)            | Dick Moder          | William Raynor, Myles Wilder |
| 38         | 2         | Große Sprünge (Teil 2)           | –                             | –                    | 24. Nov. 1992 (Kabelkanal)            | Dick Moder          | William Raynor, Myles Wilder |
| 39         | 3         | Enos macht Karriere              | Enos Strate to the Top        | 5. Nov. 1980         | 21. Juli 1989 (Sat.1)                 | Rod Amateau         | William Raynor, Myles Wilder |
| 40         | 4         | Lulus Silber                     | The Hazzardville Horror       | 7. Nov. 1980         | 25. Aug. 1989 (Sat.1)                 | Jack Whitman        | Si Rose                      |
| 41         | 5         | Der Kampf des Jahrhunderts       | And in this Corner, Luke Duke | 14. Nov. 1980        | 1. Dez. 1992 (Kabelkanal)             | Paul Baxley         | Jim Rogers                   |
| 42         | 6         | Boss und der Sensemann           | The Late J.D. Hogg            | 21. Nov. 1980        | 18. Aug. 1989 (Sat.1)                 | Hollingsworth Morse | Martin Roth                  |
| 43         | 7         | Neffe Boss                       | Uncle Boss                    | 28. Nov. 1980        | 9. Juni 1989 (Sat.1)                  | Hollingsworth Morse | William Raynor, Myles Wilder |
| 44         | 8         | Das schwarze und das weiße Schaf | Baa, Baa, White Sheep         | 5. Dez. 1980         | 14. Juli 1989 (Sat.1)                 | Dick Moder          | William Raynor, Myles Wilder |
| 45         | 9         | Die heiratswütige Brieffreundin  | Mrs. Rosco P. Coltrane        | 12. Dez. 1980        | 28. Juli 1989 (Sat.1)                 | Jack Whitman        | Si Rose                      |
| 46         | 10        | Weihnachten nach Hazzard Art     | The Great Santa Claus Chase   | 19. Dez. 1980        | 3. Dez. 1992 (Kabelkanal)             | Denver Pyle         | Martin Roth                  |
| 47         | 11        | Auf gute Nachbarschaft           | Good Neighbors Duke           | 2. Jan. 1981         | 8. Sep. 1989 (Sat.1)                  | Richard Moder       | Len Kaufman                  |
| 48         | 12        | Bomben-Stimmung                  | State of the County           | 9. Jan. 1981         | 28. Okt. 1989 (Sat.1)                 | Richard Moder       | Bruce Howard                 |
| 49         | 13        | Alte Liebe rostet nicht          | The Legacy                    | 16. Jan. 1981        | 7. Dez. 1992 (Kabelkanal)             | Hollingsworth Morse | William Raynor, Myles Wilder |
| 50         | 14        | Alles auf „Sieg“                 | Duke vs. Duke                 | 23. Jan. 1981        | 15. Sep. 1989 (Sat.1)                 | Paul Baxley         | William Raynor, Myles Wilder |
| 51         | 15        | Ein Daddy für Bo                 | My Son, Bo Hogg               | 30. Jan. 1981        | 9. Dez. 1992 (Kabelkanal)             | Rod Amateau         | Si Rose                      |
| 52         | 16        | Höllenfahrt zum Geständnis       | To Catch a Duke               | 6. Feb. 1981         | 29. Sep. 1989 (Sat.1)                 | Denver Pyle         | Bruce Howard                 |
| 53         | 17        | Wertvolle Leihgaben              | Along Came a Duke             | 13. Feb. 1981        | 11. Dez. 1992 (Kabelkanal)            | Paul Baxley         | Len Kaufman                  |
| 54         | 18        | Traktoren, Tempo und Träume      | By-Line, Daisy Duke           | 20. Feb. 1981        | 22. Sep. 1989 (Sat.1)                 | Hollingsworth Morse | Martin Roth                  |
| 55         | 19        | Die fingierte Steuerprüfung      | The Return of Hughie Hogg     | 6. März 1981         | 21. Okt. 1989 (Sat.1)                 | Hollingsworth Morse | William Raynor, Myles Wilder |
| 56         | 20        | Der Killer kehrt zurück          | Bye, Bye, Boss                | 6. März 1981         | 16. Dez. 1992 (Kabelkanal)            | Denver Pyle         | Jim Rogers                   |
| 57         | 21        | Geld im Fluss                    | The Great Hazzard Hijack      | 27. März 1981        | 4. Nov. 1989 (Sat.1)                  | John Florea         | William Raynor, Myles Wilder |
| 58         | 22        | Taxi zum Reichtum                | The Hack of Hazzard           | 3. Apr. 1981         | 9. Dez. 1989 (Sat.1)                  | Paul Baxley         | Len Kaufman                  |
| 59         | 23        | Kleopatra läßt grüßen            | The Canterbury Crock          | 10. Apr. 1981        | 17. Dez. 1992 (Kabelkanal)            | Dick Moder          | Bruce Howard                 |

## Staffel 4
| Nr. (ges.) | Nr. (St.) | Deutscher Titel                    | Originaltitel                      | Erstausstrahlung USA | Deutschsprachige Erstausstrahlung (D) | Regie               | Drehbuch                     |
| ---------- | --------- | ---------------------------------- | ---------------------------------- | -------------------- | ------------------------------------- | ------------------- | ---------------------------- |
| 60         | 1         | Ein Hogg für Daisy                 | Mrs. Daisy Hogg                    | 8. Okt. 1981         | 4. Jan. 1993 (Kabelkanal)             | John Florea         | Si Rose                      |
| 61         | 2         | Vorsicht, Doppelgänger!            | Double Dukes                       | 16. Okt. 1981        | 25. Nov. 1989 (Sat.1)                 | Paul Baxley         | Martin Roth                  |
| 62         | 3         | Diamantenfieber                    | Diamonds in the Rough              | 23. Okt. 1981        | 16. Dez. 1989 (Sat.1)                 | James Best          | William Raynor, Myles Wilder |
| 63         | 4         | Der eingebildete Kranke            | Coltrane vs. Duke                  | 30. Okt. 1981        | 23. Dez. 1989 (Sat.1)                 | Don McDougall       | Simon Muntner                |
| 64         | 5         | Moto-Cross auf Umwegen             | The Fugitive                       | 3. Nov. 1981         | 10. Okt. 1991 (Sat.1)                 | Don McDougall       | Kristan Kincade              |
| 65         | 6         | Pension auf Raten                  | The Great Bank Robbery             | 6. Nov. 1981         | 5. Jan. 1993 (Kabelkanal)             | Denver Pyle         | Fred Freiberger              |
| 66         | 7         | Die Frauen an die Macht            | Sadie Hogg Day                     | 13. Nov. 1981        | 29. Dez. 1992 (Kabelkanal)            | John Florea         | Si Rose                      |
| 67         | 8         | Geld, Glitzer und Ganoven (Teil 1) | 10 Million Dollar Sheriff (1)      | 20. Nov. 1981        | 11. Nov. 1989 (Sat.1)                 | Dick Moder          | William Raynor, Myles Wilder |
| 68         | 9         | Geld, Glitzer und Ganoven (Teil 2) | 10 Million Dollar Sheriff (2)      | 20. Nov. 1981        | 18. Nov. 1989 (Sat.1)                 | Dick Moder          | William Raynor, Myles Wilder |
| 69         | 10        | „Heiße“ Pelze im Sommer            | Trouble at Cooter's                | 27. Nov. 1981        | 2. Dez. 1989 (Sat.1)                  | Don McDougall       | Bruce Howard                 |
| 70         | 11        | Scheiden tut weh                   | Goodbye, General Lee               | 4. Dez. 1981         | 8. Jan. 1993 (Kabelkanal)             | Denver Pyle         | William Raynor, Myles Wilder |
| 71         | 12        | Kein Herz und keine Seele          | Cletus Falls in Love               | 11. Dez. 1981        | 12. Jan. 1993 (Kabelkanal)            | John Florea         | Si Rose                      |
| 72         | 13        | Hogg mal zwei                      | Hughie Hogg Strikes Again          | 18. Dez. 1981        | 1. Jan. 1993 (Kabelkanal)             | Hollingsworth Morse | William Raynor, Myles Wilder |
| 73         | 14        | Dicke Luft im Banktresor           | Dukescam Scam                      | 1. Jan. 1982         | 22. Dez. 1992 (Kabelkanal)            | Denver Pyle         | Bruce Howard                 |
| 74         | 15        | Piraten unter sich                 | The Sound of Music - Hazzard Style | 8. Jan. 1982         | 11. Jan. 1993 (Kabelkanal)            | Hollingsworth Morse | Martin Roth                  |
| 75         | 16        | Ein Ehrenwort verflüssigt sich     | Shine on Hazzard Moon              | 15. Jan. 1982        | 30. Dez. 1989 (Sat.1)                 | Paul Baxley         | Bruce Howard                 |
| 76         | 17        | Hektors späte Rache                | Pin the Tail on the Dukes          | 22. Jan. 1982        | 4. Jan. 1990 (Sat.1)                  | Don McDougall       | Bruce Howard                 |
| 77         | 18        | Ab geht die Post                   | Miz Tisdale on the Lam             | 29. Jan. 1982        | 19. Jan. 1993 (Kabelkanal)            | John Florea         | Si Rose                      |
| 78         | 19        | Plaudertasche Boss                 | Nothin' But the Truth              | 5. Feb. 1982         | 11. Jan. 1990 (Sat.1)                 | Hollingsworth Morse | Martin Roth                  |
| 79         | 20        | Roscos Tagebuch                    | Dear Diary                         | 12. Feb. 1982        | 18. Jan. 1993 (Kabelkanal)            | Don McDougall       | Bruce Howard                 |
| 80         | 21        | Geld oder Kerker                   | New Deputy in Town                 | 19. Feb. 1982        | 18. Jan. 1990 (Sat.1)                 | Denver Pyle         | Si Rose                      |
| 81         | 22        | Daisy Dukes Rennfahrerkarriere     | Birds Gotta Fly                    | 26. Feb. 1982        | 25. Jan. 1990 (Sat.1)                 | Paul Baxley         | William Raynor, Myles Wilder |
| 82         | 23        | Die abessinische Fruchtfliege      | Bad Day in Hazzard                 | 5. März 1982         | 22. Jan. 1993 (Kabelkanal)            | Gabrielle Beaumont  | William Raynor, Myles Wilder |
| 83         | 24        | Talent ist nicht zu schlagen       | Miss Tri-Counties                  | 12. März 1982        | 1. Feb. 1990 (Sat.1)                  | Paul Baxley         | William Raynor, Myles Wilder |
| 84         | 25        | Gleichberechtigung für alle        | Share and Share Alike              | 19. März 1982        | 26. Jan. 1993 (Kabelkanal)            | Denver Pyle         | Martin Roth                  |
| 85         | 26        | Der Sheriff-Streik                 | The Law and Jesse Duke             | 26. März 1982        | 8. Feb. 1990 (Sat.1)                  | James Sheldon       | Bruce Howard                 |
| 86         | 27        | Eine nette, gemütliche Farm        | Dukes in Danger                    | 2. Apr. 1982         | 28. Jan. 1993 (Kabelkanal)            | Don McDougall       | Si Rose                      |

## Staffel 5
| Nr. (ges.) | Nr. (St.) | Deutscher Titel                 | Originaltitel                        | Erstausstrahlung USA | Deutschsprachige Erstausstrahlung (D) | Regie               | Drehbuch                     |
| ---------- | --------- | ------------------------------- | ------------------------------------ | -------------------- | ------------------------------------- | ------------------- | ---------------------------- |
| 87         | 1         | Die neuen Dukes                 | The New Dukes                        | 24. Sep. 1982        | 15. Feb. 1990 (Sat.1)                 | Sorrell Booke       | Si Rose                      |
| 88         | 2         | Ruf des Goldes                  | Dukes Strike it Rich                 | 1. Okt. 1982         | 22. Feb. 1990 (Sat.1)                 | Don McDougall       | Jim Rogers                   |
| 89         | 3         | Superpolizisten im Einsatz      | Lawman of the Year                   | 8. Okt. 1982         | 2. Feb. 1993 (Kabelkanal)             | Denver Pyle         | William Raynor, Myles Wilder |
| 90         | 4         | Antiquitäten auf Abwegen        | Coy Meets Girl                       | 15. Okt. 1982        | 8. Mär. 1990 (Sat.1)                  | James Sheldon       | Martin Roth                  |
| 91         | 5         | Boss gegen Boss                 | The Hazzardgate Tape                 | 22. Okt. 1982        | 5. Feb. 1993 (Kabelkanal)             | Bob Sweeney         | Bruce Howard                 |
| 92         | 6         | Blut ist dicker als Wasser      | Big Daddy                            | 29. Okt. 1982        | 1. Mär. 1990 (Sat.1)                  | Hollingsworth Morse | Bruce Howard                 |
| 93         | 7         | Romanze mit Hindernissen        | Vance's Lady                         | 5. Nov. 1982         | 15. Mär. 1990 (Sat.1)                 | James Sheldon       | Simon Munter                 |
| 94         | 8         | Aufs falsche Pferd gesetzt      | Hazzard Hustle                       | 12. Nov. 1982        | 22. Mär. 1990 (Sat.1)                 | Don McDougall       | Si Rose                      |
| 95         | 9         | Enos in der Zwickmühle          | Enos in Trouble                      | 19. Nov. 1982        | 29. Mär. 1990 (Sat.1)                 | Paul Baxley         | Si Rose                      |
| 96         | 10        | Der große Versicherungsbetrug   | The Great Insurance Fraud            | 26. Nov. 1982        | 12. Apr. 1990 (Sat.1)                 | Denver Pyle         | William Raynor, Myles Wilder |
| 97         | 11        | Eine kleine Billardpartie       | A Little Game of Pool                | 3. Dez. 1982         | 5. Apr. 1990 (Sat.1)                  | Mark Warren         | William Raynor, Myles Wilder |
| 98         | 12        | Ein Schatz taucht auf           | The Treasure of Soggy Marsh          | 10. Dez. 1982        | 3. Mai 1990 (Sat.1)                   | James Sheldon       | William Raynor, Myles Wilder |
| 99         | 13        | Der Tunichtgut-Neffe            | The Revenge of Hughie Hogg           | 17. Dez. 1982        | 19. Apr. 1990 (Sat.1)                 | Don McDougall       | Martin Roth                  |
| 100        | 14        | Ein Monster auf Rädern          | The Return of the Mean Green Machine | 7. Jan. 1983         | 17. Feb. 1993 (Kabelkanal)            | Paul Baxley         | Martin Roth                  |
| 101        | 15        | Einmal Himmelspforte und zurück | Ding, Dong, The Boss is Dead         | 21. Jan. 1983        | 10. Mai 1990 (Sat.1)                  | Hollingsworth Morse | William Raynor, Myles Wilder |
| 102        | 16        | Motorradbräute                  | Coy vs. Vance                        | 4. Feb. 1983         | 26. Apr. 1990 (Sat.1)                 | Sorrell Booke       | Si Rose                      |
| 103        | 17        | Nobelpreisträger                | Comrade Duke                         | 11. Feb. 1983        | 22. Feb. 1993 (Kabelkanal)            | Don McDougall       | William Raynor, Myles Wilder |
| 104        | 18        | Jesse ist der Held              | Witness: Jesse Duke                  | 18. Feb. 1983        | 17. Mai 1990 (Sat.1)                  | Hollingsworth Morse | Bruce Howard                 |
| 105        | 19        | Willkommen daheim!              | Welcome Back Bo 'n' Luke             | 25. Feb. 1983        | 24. Mai 1990 (Sat.1)                  | Hollingsworth Morse | William Raynor, Myles Wilder |
| 106        | 20        | Gute Miene zum bösen Spiel      | Big Brothers, Duke                   | 4. März 1983         | 24. Feb. 1993 (Kabelkanal)            | Denver Pyle         | Martin Roth                  |
| 107        | 21        | Der Trilliardär aus Dallas      | Farewell, Hazzard                    | 11. März 1983        | 31. Mai 1990 (Sat.1)                  | Don McDougall       | Si Rose                      |
| 108        | 22        | Die Zwangsheirat                | Daisy's Shotgun Wedding              | 25. März 1983        | 7. Juni 1990 (Sat.1)                  | Paul Baxley         | Si Rose                      |

## Staffel 6
| Nr. (ges.) | Nr. (St.) | Deutscher Titel                           | Originaltitel                | Erstausstrahlung USA | Deutschsprachige Erstausstrahlung (D) | Regie               | Drehbuch                             |
| ---------- | --------- | ----------------------------------------- | ---------------------------- | -------------------- | ------------------------------------- | ------------------- | ------------------------------------ |
| 109        | 1         | Lulu's Entführung                         | Lulu's Gone Away             | 23. Sep. 1983        | 14. Juni 1990 (Sat.1)                 | Tom Wopat           | Len Kaufman, Myles Wilder            |
| 110        | 2         | Das Findelkind                            | A Baby for the Dukes         | 30. Sep. 1983        | 21. Juni 1990 (Sat.1)                 | Hollingsworth Morse | Si Rose                              |
| 111        | 3         | Ein Rosco zuviel                          | Too Many Roscos              | 7. Okt. 1983         | 5. Juli 1990 (Sat.1)                  | Harvey Laidman      | Calvin Kelly, Bruce Howard           |
| 112        | 4         | Der totgeglaubte Bruder                   | Brotherly Love               | 14. Okt. 1983        | 28. Juni 1990 (Sat.1)                 | Michael Caffey      | Martin Roth                          |
| 113        | 5         | Die Baskettball-Wette                     | The Boar's Nest Bears        | 21. Okt. 1983        | 13. Sep. 1990 (Sat.1)                 | Tom Wopat           | Michael Michaelian, Michael Sevareid |
| 114        | 6         | Boss muß brummen                          | Boss Behind Bars             | 28. Okt. 1983        | 15. Mär. 1993 (Kabelkanal)            | Don McDougall       | Si Rose                              |
| 115        | 7         | Alles dreht sich um den Hund              | A Boy's Best Friend          | 11. Nov. 1983        | 2. Sep. 1990 (Sat.1)                  | Sorrell Booke       | Len Kaufman, Myles Wilder            |
| 116        | 8         | Eine gefährliche Halskette                | Targets: Daisy and Lulu      | 18. Nov. 1983        | 9. Aug. 1990 (Sat.1)                  | Bernard E. McEveety | Bruce Howard                         |
| 117        | 9         | Ärger im Quadrat                          | Twin Trouble                 | 25. Nov. 1983        | 18. Mär. 1993 (Kabelkanal)            | Paul Baxley         | Si Rose                              |
| 118        | 10        | Der Killer trägt eine Maske               | Enos's Last Chance           | 2. Dez. 1983         | 12. Juli 1990 (Sat.1)                 | Ralph Riskin        | Martin Roth                          |
| 119        | 11        | Fliegen will gelernt sein                 | High Flyin' Dukes            | 9. Dez. 1983         | 19. Mär. 1993 (Kabelkanal)            | Ralph Riskin        | Martin Roth                          |
| 120        | 12        | Gift im Paradies                          | Cooter's Girl                | 30. Dez. 1983        | 8. Mär. 1993 (Kabelkanal)             | Don McDougall       | Si Rose                              |
| 121        | 13        | Die hypnotisierte Erbin                   | Heiress Daisy Duke           | 6. Jan. 1984         | 22. Mär. 1993 (Kabelkanal)            | Don McDougall       | Len Kaufman, Myles Wilder            |
| 122        | 14        | Künstlerglück                             | Dead and Alive               | 20. Jan. 1984        | 16. Aug. 1990 (Sat.1)                 | James Best          | Martin Roth, Myles Wilder            |
| 123        | 15        | Spiel's nochmal, Luke                     | Play it Again, Luke          | 27. Jan. 1984        | 23. Aug. 1990 (Sat.1)                 | Paul Baxley         | Len Kaufman, Myles Wilder            |
| 124        | 16        | Ein Rennen für die Gerechtigkeit (Teil 1) | Undercover Dukes (Part 1)    | 3. Feb. 1984         | 19. Juli 1990 (Sat.1)                 | Paul Baxley         | Len Kaufman, Myles Wilder            |
| 125        | 17        | Ein Rennen für die Gerechtigkeit (Teil 2) | Undercover Dukes (Part 2)    | 10. Feb. 1984        | 26. Juli 1990 (Sat.1)                 | Paul Baxley         | Len Kaufman, Myles Wilder            |
| 126        | 18        | Dewey Hoggs großer Bluff                  | How to Succeed in Hazzard    | 17. Feb. 1984        | 20. Sep. 1990 (Sat.1)                 | Harvey Laidman      | Michael Michaelian, Michael Sevareid |
| 127        | 19        | Der nervöse Norman                        | Close Call for Daisy         | 24. Feb. 1984        | 29. Mär. 1993 (Kabelkanal)            | Harvey Laidman      | Martin Roth                          |
| 128        | 20        | Ein Hilfssheriff zuviel                   | The Ransom of Hazzard County | 2. März 1984         | 4. Okt. 1990 (Sat.1)                  | Michael Caffey      | Si Rose                              |
| 129        | 21        | Cooters Geständnis                        | Cooter's Confession          | 9. März 1984         | 31. Mär. 1993 (Kabelkanal)            | Bob Sweeney         | Len Kaufman, Myles Wilder            |
| 130        | 22        | Die Wahrsager                             | The Fortune Tellers          | 23. März 1984        | 27. Sep. 1990 (Sat.1)                 | Paul Baxley         | Si Rose                              |

## Staffel 7
| Nr. (ges.) | Nr. (St.) | Deutscher Titel              | Originaltitel                    | Erstausstrahlung USA | Deutschsprachige Erstausstrahlung (D) | Regie             | Drehbuch                                    |
| ---------- | --------- | ---------------------------- | -------------------------------- | -------------------- | ------------------------------------- | ----------------- | ------------------------------------------- |
| 131        | 1         | Gesucht: ein Rennwagen       | Happy Birthday, General Lee      | 21. Sep. 1984        | 11. Okt. 1990 (Sat.1)                 | Tom Wopat         | Si Rose                                     |
| 132        | 2         | Ein Star in Hazzard County   | Welcome, Waylon Jennings         | 28. Sep. 1984        | 25. Okt. 1990 (Sat.1)                 | Bob Sweeney       | David R. Toddman, Len Kaufman, Myles Wilder |
| 133        | 3         | Dr. Jekyll und Mr. Duke      | Dr. Jekyll and Mr. Duke          | 5. Okt. 1984         | 18. Okt. 1990 (Sat.1)                 | Michael Caffey    | Len Kaufman, Myles Wilder                   |
| 134        | 4         | Ein Roboter auf Abwegen      | Robot P. Coltrane                | 12. Okt. 1984        | 8. Nov. 1990 (Sat.1)                  | Bob Sweeney       | Len Kaufman, Myles Wilder                   |
| 135        | 5         | Boss' zweites Ego            | No More Mr. Nice Guy             | 19. Okt. 1984        | 1. Nov. 1990 (Sat.1)                  | Ralph Riskin      | Martin Roth                                 |
| 136        | 6         | Filmhelden                   | The Dukes in Hollywood           | 2. Nov. 1984         | 6. Dez. 1990 (Sat.1)                  | George Bowers     | Si Rose                                     |
| 137        | 7         | Boss auf Diät                | Cool Hands, Luke & Bo            | 9. Nov. 1984         | 22. Nov. 1990 (Sat.1)                 | Ralph Riskin      | Michael Michaelian, Michael Sevareid        |
| 138        | 8         | Revolverhelden               | Go West, Young Dukes             | 16. Nov. 1984        | 29. Nov. 1990 (Sat.1)                 | Don McDougall     | Martin Roth                                 |
| 139        | 9         | Siegreich durchs Ziel        | Cale Yarborough Comes to Hazzard | 23. Nov. 1984        | 13. Dez. 1990 (Sat.1)                 | James Best        | Len Kaufman, Myles Wilder                   |
| 140        | 10        | Boss' größter Fischzug       | Danger on the Hazzard Express    | 30. Nov. 1984        | 8. Apr. 1993 (Kabelkanal)             | Sorrell Booke     | Si Rose                                     |
| 141        | 11        | Magere Zeiten                | Sittin' Dukes                    | 14. Dez. 1984        | 20. Dez. 1990 (Sat.1)                 | George Bowers     | Martin Roth                                 |
| 142        | 12        | Die fliegenden Banditen      | Sky Bandits Over Hazzard         | 21. Dez. 1984        | 27. Dez. 1990 (Sat.1)                 | Ralph Riskin      | Si Rose                                     |
| 143        | 13        | Die Stimme aus dem Nichts    | The Haunting of J.D. Hogg        | 4. Jan. 1985         | 20. Apr. 1993 (Kabelkanal)            | Tom Wopat         | Len Kaufman, Myles Wilder                   |
| 144        | 14        | Hogg gegen Hogg              | When You Wish Upon a Hogg        | 11. Jan. 1985        | 21. Apr. 1993 (Kabelkanal)            | Michael Caffey    | Martin Roth                                 |
| 145        | 15        | Ein Besucher aus dem Weltall | Strange Visitor to Hazzard       | 25. Jan. 1985        | 22. Apr. 1993 (Kabelkanal)            | Sorrell Booke     | Si Rose                                     |
| 146        | 16        | Hochzeitspläne               | Enos and Daisy's Wedding         | 1. Feb. 1985         | 23. Apr. 1993 (Kabelkanal)            | Tom Wopat         | Len Kaufman, Myles Wilder                   |
| 147        | 17        | Hokuspokus Verschwindibus    | Opening Night at the Boar's Nest | 8. Feb. 1985         | 26. Apr. 1993 (Kabelkanal)            | John R. Schneider | John R. Schneider, Si Rose                  |